# Meddling with Marriage
Meddling with Marriage è un cortometraggio muto del 1917 diretto da E.H. Calvert, prodotto dalla Essanay di Chicago. Sedicesimo cortometraggio della serie Is Marriage Sacred?.

## Produzione
Il film fu prodotto dalla Essanay Film Manufacturing Company.

## Distribuzione
Distribuito dalla General Film Company, il film - un cortometraggio di due bobine - uscì nelle sale cinematografiche statunitensi il 31 marzo 1917.